# Orechová
Orechová je naseljeno mjesto u okrugu Sobrance u Košickom kraju u Slovačkoj.

## Stanovništvo
| Godina:     | 1993. | 2003.   | 2013.   | 2023.   |
| ----------- | ----- | ------- | ------- | ------- |
| Broj ljudi: | 242   | 244     | 257     | 241     |
| Razlika:    |       | +0,82 % | +5,32 % | -6,22 % |

| Godina:     | 2022. | 2023. |
| ----------- | ----- | ----- |
| Broj ljudi: | 241   | 241   |
| Razlika:    |       | +0 %  |

Prema podatcima o broju stanovnika iz 2023. godine naselje je imalo 241 stanovnika.

## Vanjske poveznice
|  | Zajednički poslužitelj ima još gradiva o temi Orechová |

- Službena stranica naselja (sl.)